# Groene Brug (Vilnius)
De Groene Brug (Litouws: Žaliasis tiltas) is een brug over de rivier Neris in Vilnius, de hoofdstad van Litouwen. Van oorsprong is het de oudste brug in de stad; ze verbindt het stadscentrum met de wijk Šnipiškės, tegenwoordig het zakencentrum van de stad.

## Geschiedenis
Een kaart uit 1386 laat voor het eerst een brug in Vilnius zien, ongeveer op de plaats waar nu de Groene Brug ligt. In 1529 kreeg stadsbouwmeester Ulrich Hosius van Sigismund I, grootvorst  van Litouwen, vergunning om een nieuwe brug te bouwen. De brug was gereed in 1536. De kosten werden terugverdiend door tolheffing. De funderingen op de oevers waren van steen, de overspanning van hout. Aan weerszijden van de overspanning stonden winkeltjes; de brug had ook een overkapping, waarop de huizen van de tolgaarders waren gebouwd. Ze werd de ‘Grote Brug’ of de ‘Vilniusbrug’ genoemd.
De Grote Brug ging verloren in 1655, toen Vilnius werd veroverd door Russische troepen. Het Pools-Litouwse leger onder Janusz Radziwiłł trok terug naar de andere zijde van de Neris en stak de brug achter zich in brand in een poging althans een deel van de stad te redden.
In 1673 begon de bouw van een nieuwe brug. De bouw werd gehinderd door kruiend ijs en de brug was pas in 1679 klaar. In 1739 werd de brug groen geverfd; sindsdien draagt ze de naam ‘Groene Brug’. In 1789 werd de brug vernieuwd naar een ontwerp van Marcin Knackfus, maar deze brug werd door brand vernield in 1791. Onder leiding van Michael Schulz werd de brug in 1805 herbouwd, maar op bevel van Michael Andreas Barclay de Tolly werd de brug in 1812 opnieuw in brand gestoken om de opmars van Napoleon door Rusland te vertragen.
In de jaren 1827-1829 werd de brug herbouwd. In 1894 werd ze vervangen door een stalen brug, naar een ontwerp van Nikolaj Beleljoebski. Deze brug overleefde de Eerste Wereldoorlog, maar ze werd opgeblazen door de terugtrekkende Wehrmacht in 1944, tijdens de Tweede Wereldoorlog.
In 1952 werd de brug herbouwd door de genie van het Rode Leger, naar een ontwerp van het bureau Projektstalkonstroektsija (Проектстальконструкция) in Leningrad. De brug kreeg de naam Tsjernjachovskibrug naar de Sovjetgeneraal Ivan Tsjernjachovski. Na het herstel van de Litouwse onafhankelijkheid in 1990 kreeg de brug haar historische naam weer terug. In 1977 en 2006 zijn herstelwerkzaamheden aan de brug uitgevoerd.

## Beeldengroepen
Op de vier hoeken van de brug stonden tot juli 2015 beeldengroepen in de stijl van het socialistisch realisme. De beeldengroepen met boeren, arbeiders en studenten waren allemaal inclusief voetstuk 3,2 meter hoog, de beeldengroep met soldaten dankzij het vaandel 4 meter. De groepen heetten:
- ‘Bewaren van de vrede’ (Taikos sargyboje), gemaakt door Bronius Pundzius;
- ‘Landbouw’ (Žemės ūkis), gemaakt door Bernardas Bučas and Petras Vaivada;
- ‘Jeugd in opleiding’ (Mokslo jaunimas), gemaakt door Juozas Mikėnas;
- ‘Industrie en bouw’ (Pramonė ir statyba), gemaakt door Bronius Vyšniauskas en Napoleonas Petrulis.

De meningen over deze decoraties waren verdeeld. Veel mensen zagen de beeldengroepen het liefst verdwijnen, als zijnde propaganda voor de voormalige bezetter, de Sovjet-Unie. Er was zelfs een groep die demonstraties organiseerde voor het weghalen van de beelden. Anderen, onder wie de voormalige burgemeester Artūras Zuokas van Vilnius, vonden de beelden van historisch belang en wilden ze houden als herinnering aan zware tijden. 
Eind 2014 nam Litouwen een wet aan waarin werd bepaald dat kunstuitingen met nazisymbolen of Sovjetsymbolen (zoals een hakenkruis, SS-teken, hamer-en-sikkel of vijfpuntige ster) niet in aanmerking komen voor de status van cultureel erfgoed. Juristen vroegen zich direct af of de beeldengroepen op de Groene Brug nu wel of niet ‘kunstuitingen met Sovjetsymbolen’ waren. Het hing van de beantwoording van deze vraag af wie het onderhoud van de beelden moest betalen. Zijn ze cultureel erfgoed, dan is dat de staat, zijn ze dat niet, dan is dat de gemeente Vilnius. Zijn ze geen cultureel erfgoed, dan kan ook niemand de gemeente tegenhouden als die ze wil verwijderen. In juli 2015 vond burgemeester Remigijus Šimašius, de opvolger van Zuokas, dat de staat van onderhoud van de beeldengroepen dusdanig slecht was dat ze gevaar opleverden en liet hij ze verwijderen. Het is onduidelijk wat er daarna met de beeldengroepen is gebeurd. Op 1 maart 2016 stelde de Litouwse Raad voor het Cultureel Erfgoed in elk geval voor de status van cultureel erfgoed voor deze beelden op te heffen. Daarmee raakte terugplaatsing verder uit zicht.
Sinds 2010 hangt onder de brug ook een kunstwerk, bestaande uit drie schakels van roestvrij staal: Grandinė (‘Keten’) van Kunotas Vildžiūnas.

## Foto’s

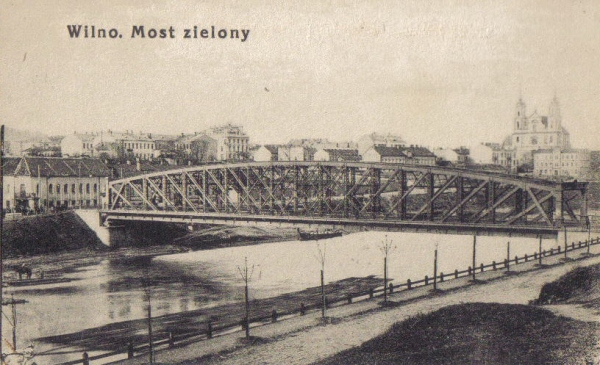
De Groene Brug in 1924
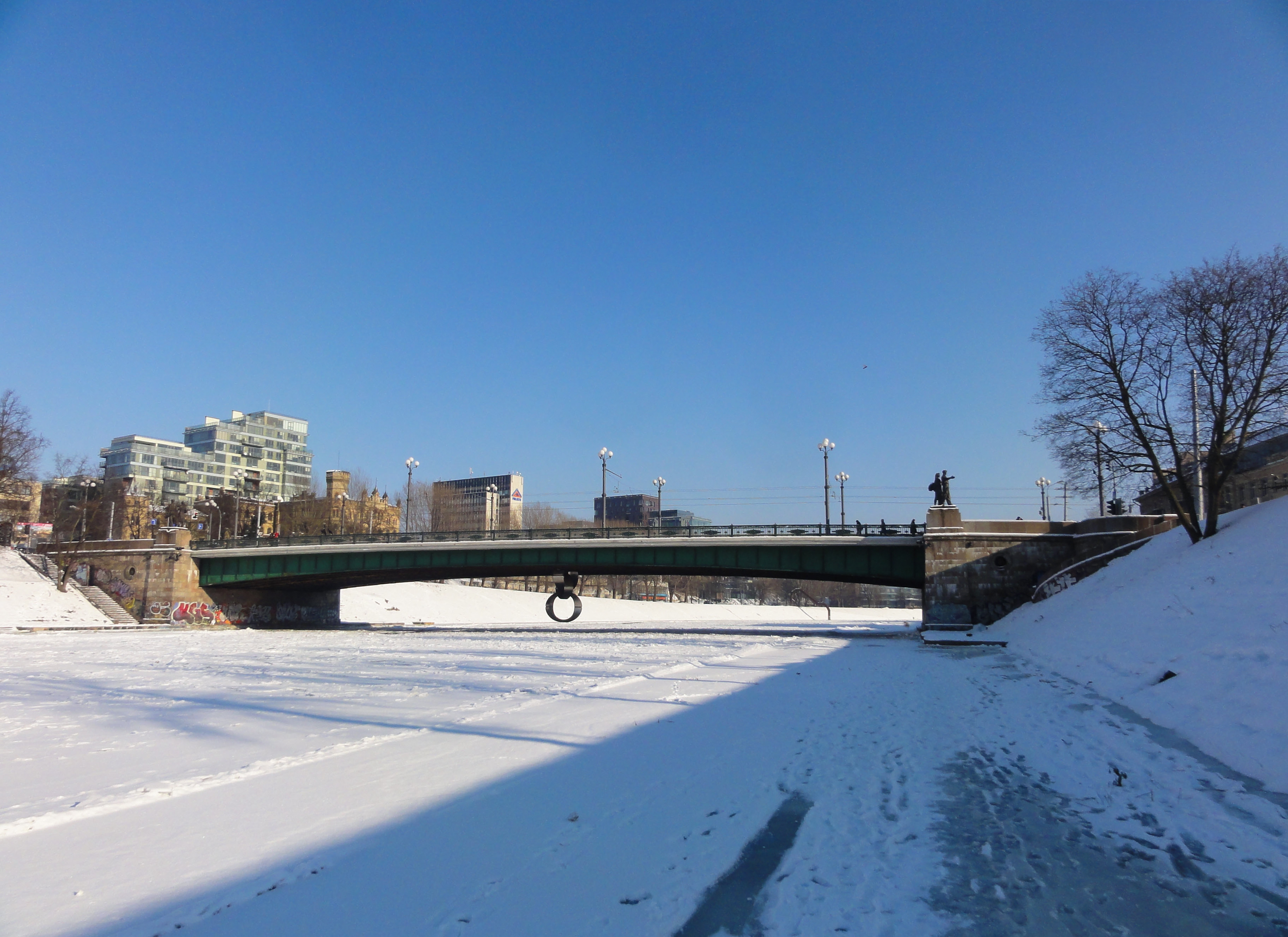
De Groene Brug in de winter (gefotografeerd in 2012)
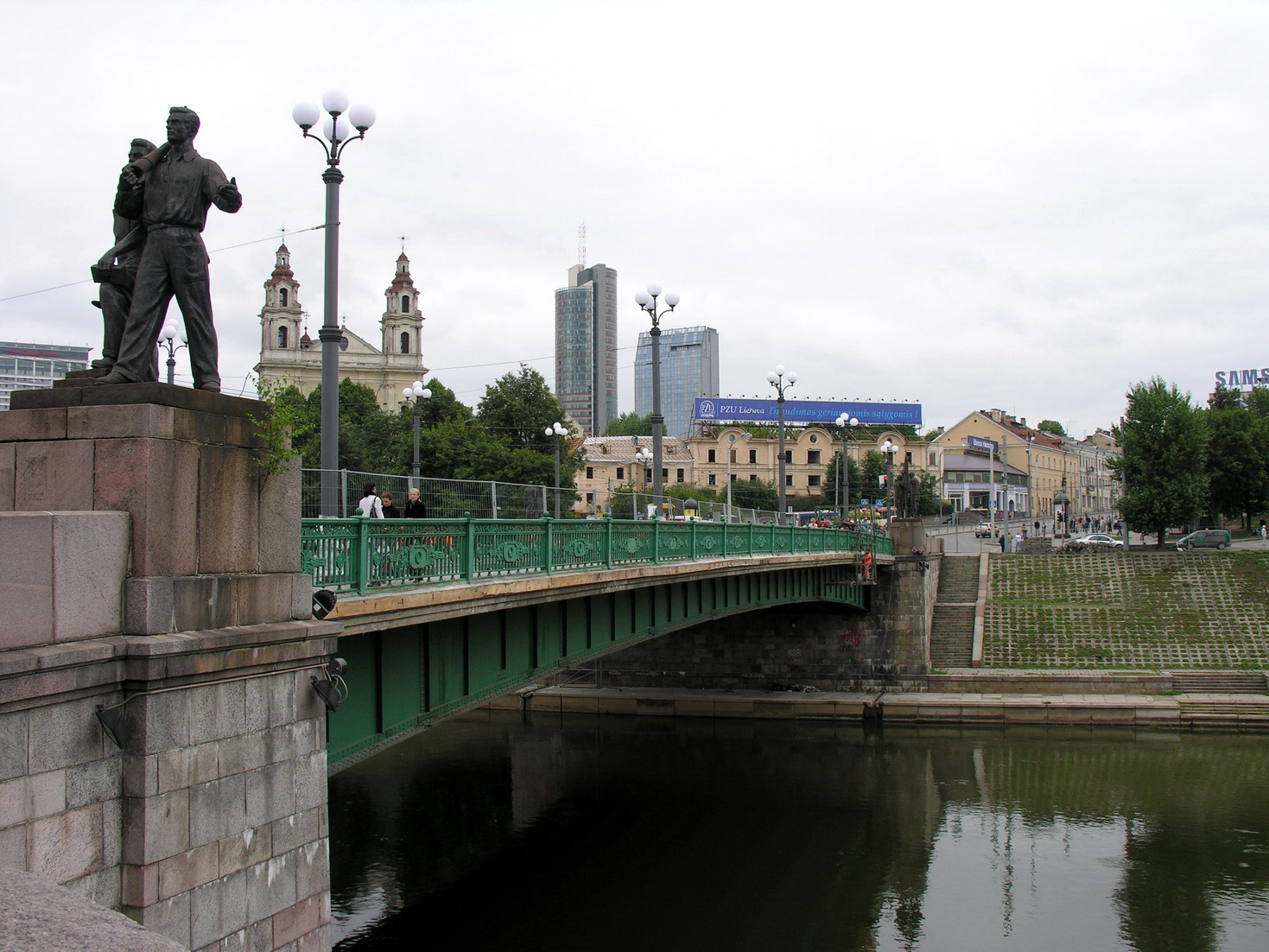
Sculptuur ‘Industrie en bouw’ (gefotografeerd in 2006)
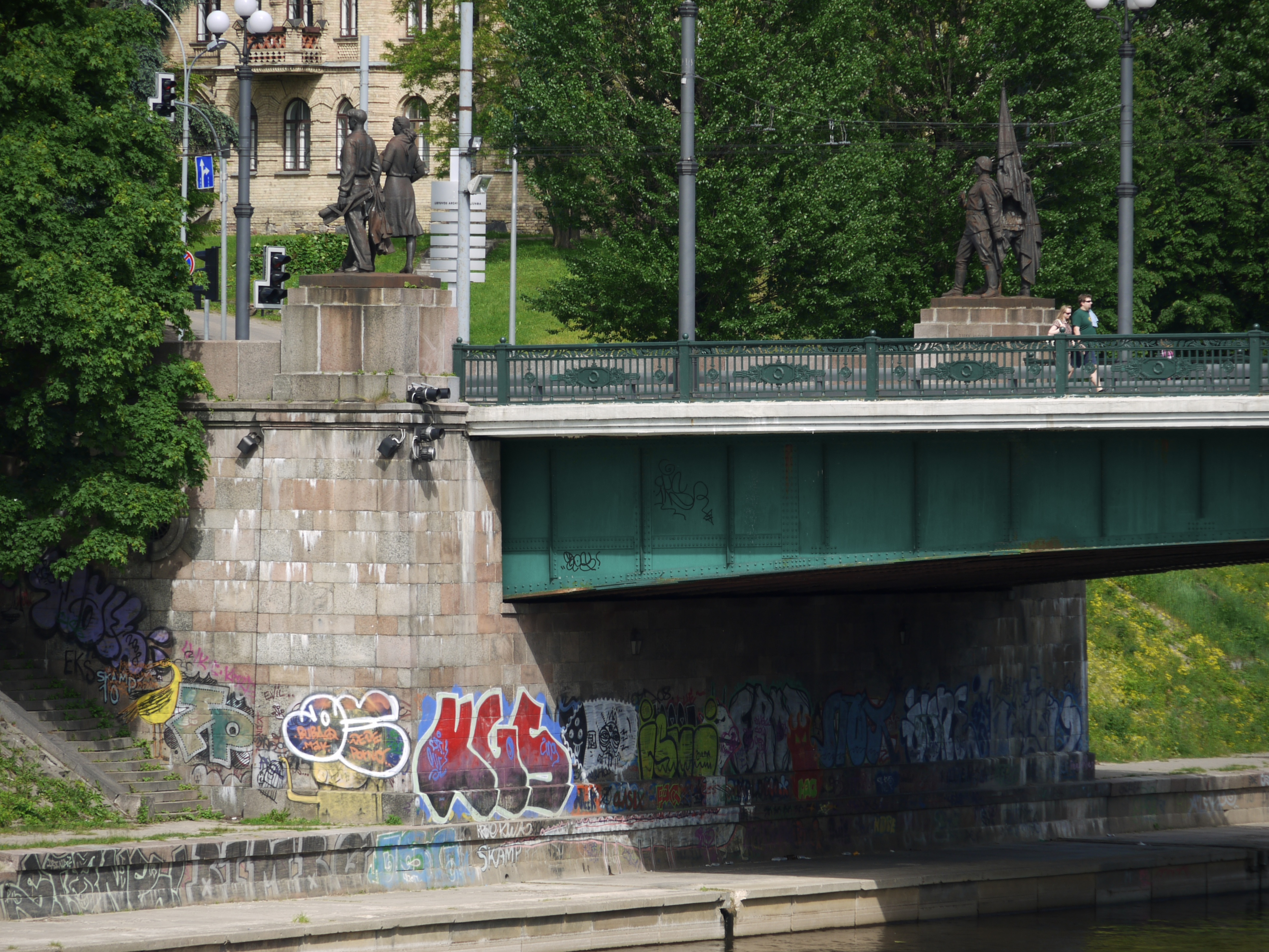
Graffiti onder de brug (gefotografeerd in 2010)
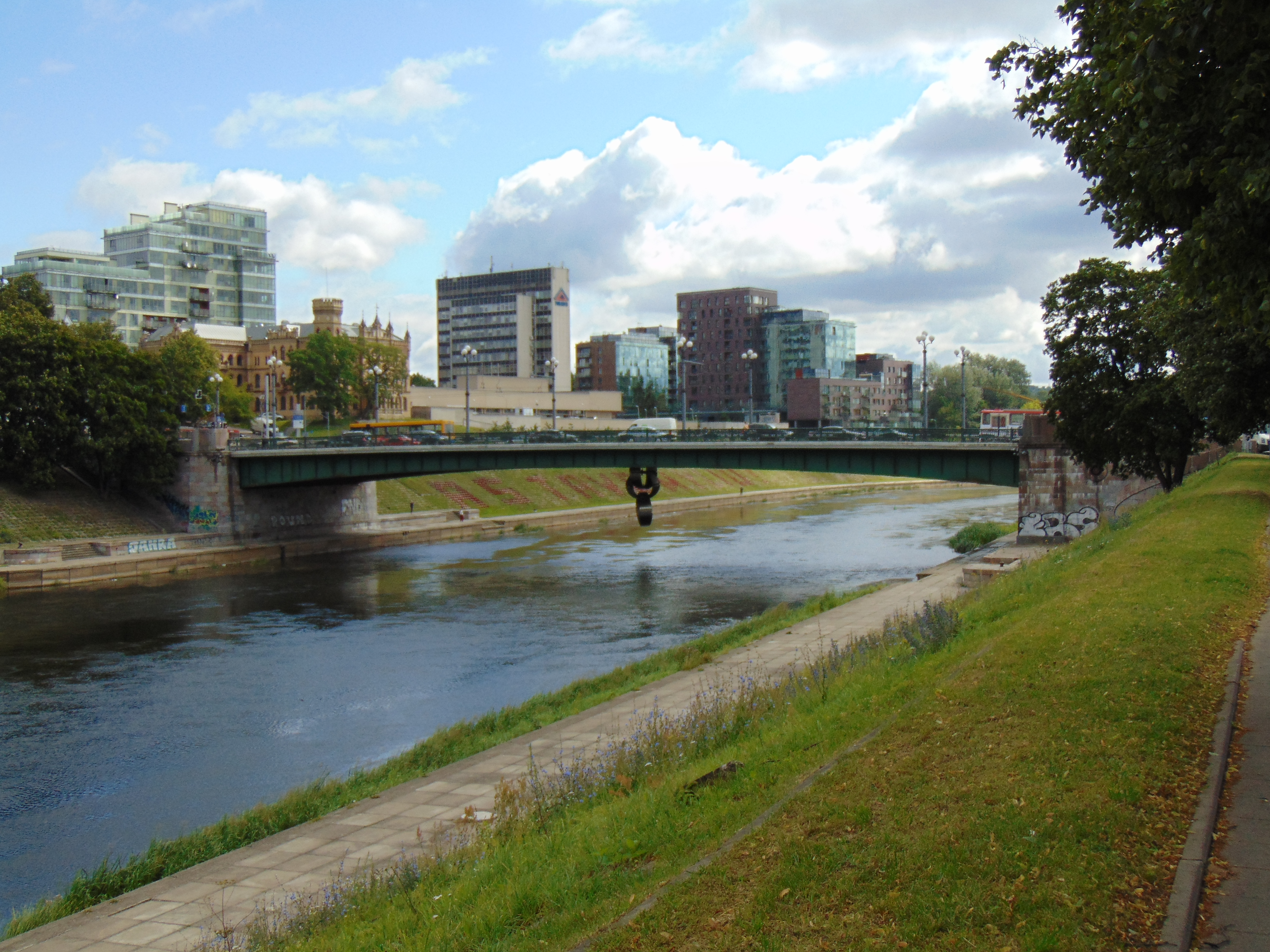
De Groene Brug zonder de beelden (gefotografeerd in juli 2015)
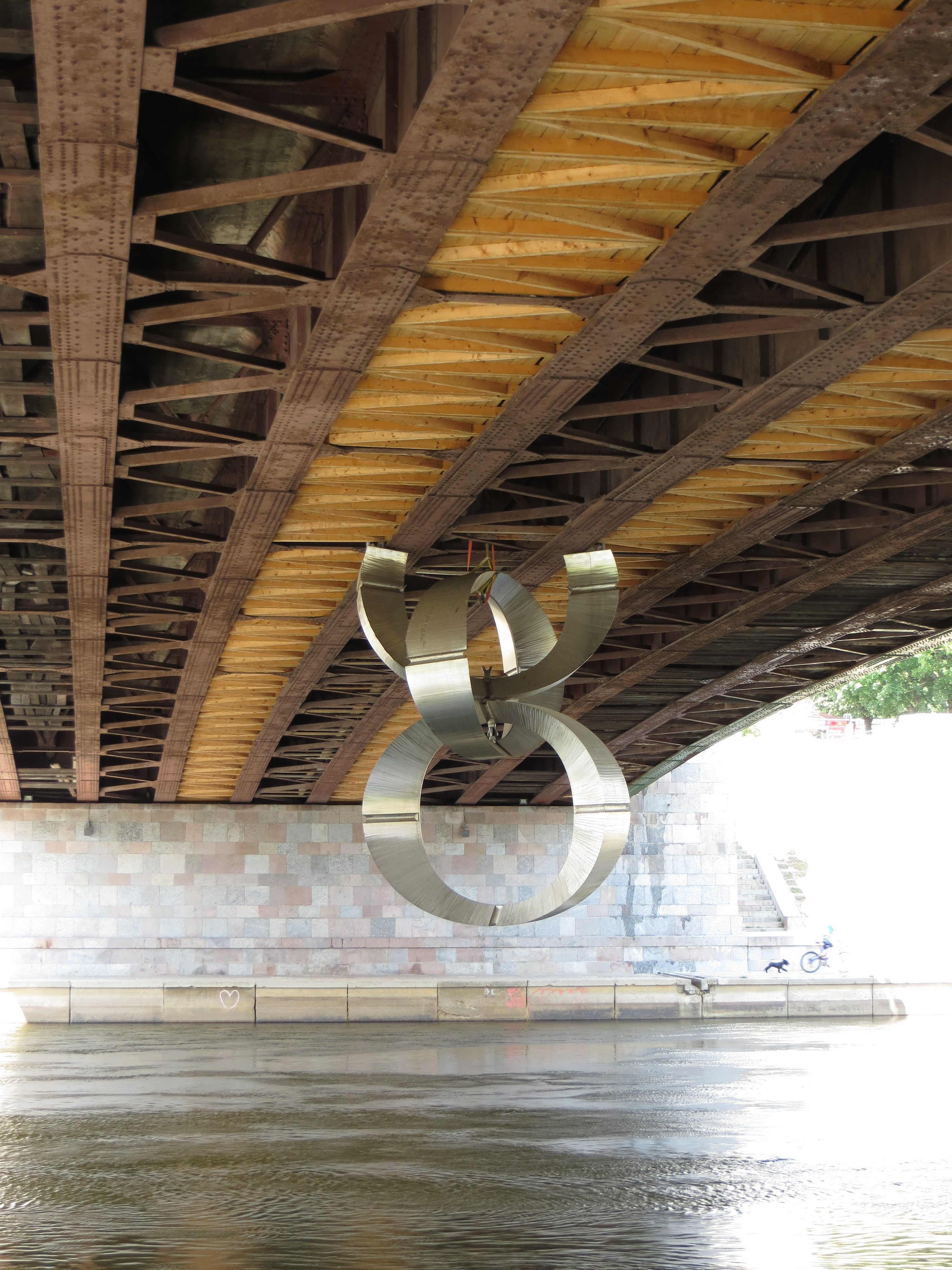
‘Keten’